# 이학재 (정치인)
이학재(李鶴宰, 1964년 8월 19일 ~ )는 대한민국의 환경운동가 출신 정치인이다. 민선 3·4기 인천 서구청장을 역임하였고, 제18·19·20대 국회의원이다.

## 학력
- 검단중학교 졸업
- 부평고등학교 졸업
- 서울대학교 농과대학 축산학 학사
- 중앙대학교 대학원 지역사회개발학 석사
- 중앙대학교 대학원 지역사회개발학 박사

## 경력
- 1993년: 환경기술개발원 환경정책 경제연구부 위촉연구원
- 1995년: 제8대 인천광역시 서구의회 의원(민선 1기, 인천 서구 검단동 선거구, 무소속, 초선)
- 1999년: 인천환경운동연합 집행위원
- 2002년 6월 13일: 제3회 전국동시지방선거 당선(민선 3기, 인천광역시 서구청장, 한나라당, 초선)
- 2002.07 ~ 2006.06: 제8대 인천광역시 서구청장(민선 3기, 한나라당, 초선)(민선 3기 최연소 기초자치단체장)
- 2004년: 인천대학교.경영대학원 수료
- 2005년: 전국 청년 시장,군수,구청장 협의회 회장
- 2006년 5월 31일: 제4회 전국동시지방선거 당선(민선 4기, 인천광역시 서구청장, 한나라당, 재선)(인천지역 단체장 중 최고득표율)
- 2006.07 ~ 2007.12: 제9대 인천광역시 서구청장(민선 4기, 한나라당, 재선)(민선 4기 최연소 기초자치단체장)
- 2008년 4월 9일: 대한민국 제18대 국회의원 선거 당선(인천 서구·강화군 갑, 한나라당, 초선)
- 2008.05 ~ 2012.05: 제18대 국회의원(인천 서구·강화군 갑, 한나라당→새누리당, 초선)
  - 2008.06~2010.05: 제18대 국회 전반기 지식경제위원회 위원
  - 2008.06~2010.05: 제18대 국회 전반기 기후변화대책특별위원회 위원
  - 2008.06~2010.05: 제18대 국회 전반기 지방행정체제개편특별위원회 위원
  - 2009.05~2010.05: 제18대 국회 전반기 국회운영위원회 위원
  - 2010.06~2012.05: 제18대 국회 후반기 국토해양위원회 위원
- 2008.05~2012.02: 한나라당 인천광역시당 서구·강화군 갑 당원협의회 위원장
- 2009.05~2010.05: 한나라당 원내부대표
- 2012년 4월 11일: 대한민국 제19대 국회의원 선거 당선(인천 서구·강화군 갑, 새누리당, 재선)
- 2012.05 ~ 2016.05: 제19대 국회의원(인천 서구·강화군 갑, 새누리당, 재선)
  - 2012.06 ~ 2013.03: 제19대 국회 전반기 교육과학기술위원회 위원
  - 2013.04 ~ 2014.05: 제19대 국회 전반기 교육문화체육관광위원회 위원
  - 2013.08 ~ 2014.05: 제19대 국회 전반기 예산결산특별위원회 위원
  - 2014.06 ~ 2016.05: 제19대 국회 후반기 국토교통위원회 위원
  - 2014.06 ~ 2015.06: 제19대 국회 후반기 예산결산특별위원회 간사
  - 2015.09 ~ 2016.05: 제19대 국회 후반기 정치개혁특별위원회 간사
- 2012.02. ~ 2016.05: 새누리당 인천광역시당 서구·강화군 갑 당원협의회 위원장
- 2012.10 ~ 2012.12: 제18대 대통령 선거 새누리당 박근혜 대통령 후보 비서실장
- 2013.01: 제9대 대한카누연맹 회장
- 2013.06 ~ 2014.02: 새누리당 인천광역시당 위원장
- 2015.02 ~ 2016.02: 새누리당 정책위원회 부의장
- 2016년 4월 13일: 대한민국 제20대 국회의원 선거 당선(인천 서구 갑, 새누리당, 3선)
- 2016.05 ~ 2020.05: 제20대 국회의원(인천 서구 갑, 새누리당→무소속→바른정당→바른미래당→자유한국당→미래통합당, 3선)
  - 2016.06 ~ 2018.12: 제20대 국회 전반기 국토교통위원회 위원
  - 2017.02 ~ 2018.05: 제20대 국회 전반기 국토교통위원회 간사
  - 2018.07 ~ 2018.12: 제20대 국회 후반기 정보위원장
  - 2019.02 ~ 2020.05 : 제20대 국회 교육위원회 위원
  - 2019.10 ~ 2020.05 : 제20대 국회 후반기 예산결산특별위원회 위원
- 2016.05 ~ 2016.12: 새누리당 인천광역시당 서구 갑 당원협의회 위원장
- 2016.06 ~ 2016.12: 새누리당 일자리특별위원회 위원장
- 2016.06 : 국회 연구모임 Agenda 2050 정회원
- 2016.06.02 ~ 2016.08.09: 새누리당 혁신비상대책위원회 위원
- 2016.12 ~ 2017.01: 바른정당 디지털정당추진팀장
- 2018.02 ~ 2018.07: 바른미래당 인천광역시당 공동위원장
- 2018.03 ~ 2018.05: 제7회 전국동시지방선거 바른미래당 선거기획단장
- 2019.01~2020.02 : 자유한국당 인천광역시당 서구 갑 당원협의회 위원장
- 2019.03 : 자유한국당 미세먼지특별위원회 위원
- 2020.02 ~ 2020.09: 미래통합당 인천광역시당 서구 갑 당원협의회 위원장
- 2020.07 ~ 2020.09: 미래통합당 인천광역시당 위원장
- 2020.09 ~ 2021.07: 국민의힘 인천광역시당 위원장
- 2020.09 ~ 2023.06: 국민의힘 인천광역시당 서구 갑 당원협의회 위원장
- 2021.03 ~ 2021.04: 2021년 재보궐선거 국민의힘 서울특별시장 보궐선거 선거대책위원회 명예선대본부장
- 2021.03 : 상명대학교 경영대학원 글로벌부동산학과 특임교수
- 2021.07 ~ 2021.11: 제20대 대통령 선거 국민의힘 윤석열 대통령 경선후보 국민캠프 조직본부 특보단 정무특보
- 2021.12 ~ 2022.01: 제20대 대통령 선거 국민의힘 인천을 살리는 선거대책위원회 선거대책위원장단 총괄선거대책위원장
- 2023.06 ~ : 제10대 인천국제공항공사 사장
- 2023.08 ~ : 국제공항협의회 ACI 아시아태평양 중동지역 이사

## 논란

### 18대 총선 출마를 위한 구청장 중도사퇴 논란
2008년, 이학재 당시 서구청장의 총선 출마에 따라 보궐선거 비용 및 공직자의 선거출마 관련 논란이 일었다. 민주노동당 인천시당은 이학재 서구청장의 총선 출마에 따른 서구청장 보궐선거 비용을 한나라당과 이학재가 부담해야 한다고 주장했다.
또한, 민주노동당 서구지역위원회는 "공직자가 임기 중 선거에 출마하기 위해 사퇴를 하는 것을 금지하는 법을 만들어야 한다"고 밝혔다. 그들은 이학재 전 서구청장이 4년 임기동안 총선 때문에 구청장직을 중도 사퇴하는 일은 없을 것이라고 약속했지만 결국 사퇴했다고 주장했다.

### 비서여론조작논란
2015년, 비서가 타인 친구의 아이디로 지역구 내 온라인 커뮤니티 청라국제도시 네이버 카페에서 지역구 주민들을 비방하는, 이른바 '댓글부대'로 나선 사실이 확인돼 파문이 일었다. 카페입장에 의하면 새누리당 이학재 의원실의 비서는 지난 9월 중순부터 최근까지 타인 명의 아이디로 댓글 수백 건을 달았다.
해당 비서는 공개 사과하였으나 카페 '정상화상화운영위원회' 대표에 대해 "박 대표가 동의를 구하지 않고 자신과의 대화 내용을 녹취했으며, 반말과 강압적인 어조로 말해 위축됐다"라며 비판하기도 했다.
이에 해당 대표는 "댓글 논란을 해명하기 위해 만나기로 한 자리에나오지 않고 아이디의 주인인 친구를 내보내 황당"했다며 "신분 등을 허위로 둘러대는 등 계속 거짓말을 하는 것 같아 녹취를 할 수밖에 없었다"고 반박했다.
이 같은 내용이 알려지자 일부 주민들은 그동안 올린 글을 찾아내며, 의원실이 여론조작에 조직적으로 개입한 게 아니냐는 의혹을 제기했다.

### 정보위원장직 유지 논란
2018년, 바른미래당에서 자유한국당으로 당적을 바꾸면서, 바른미래당 몫으로 배정된 국회 정보위 위원장직을 사퇴하지 않고 그대로 유지해 논란이 일었다. 바른미래당은 반발하였으며, 더불어민주당 또한 상임위원장 자리를 나눈 여야 합의를 어겼다고 비판하였다. 기동민 더불어민주당 의원은 상임위원장이 정당한 이유 없이 당적을 변경할 경우 위원장에서 사임하도록 하는 국회법 일부개정안('이학재 방지법')을 발의하였다. 반면 자유한국당은 정보위원장직을 내놓을 의사가 없다고 밝혔다. 권성동·김영우 의원 등도 2016년 12월 새누리당에서 바른정당으로 옮기면서 상임위원장직을 유지했다는 것이다.
이 논란은 12월 27일 이학재 의원이 정보위원장직을 내려놓으면서 일단락되었다. 이 의원은 "돌이켜보니 국민 눈높이와 국회 관행과 국회법은 다를 수 있다는 점을 간과한 측면이 있다"고 이유를 밝혔다. 이에 따라 차기 정보위원장을 뽑기 위해 보궐선거가 열렸고, 3선의 이혜훈 바른미래당 의원이 당선되어 후임 정보위원장에 선출되었다.

### 구의원에게 폭언 논란
2019년, 기초의원에게 폭언을 했다는 주장이 제기돼 논란이 일고 있다.정인갑 인천시 서구의회 의원은 17일 페이스북에 "어제 집회에서 발언을 마친 뒤 이학재 의원으로부터 '싸가지없는 XX'와 '어린노무 XX, 가만 안놔둔다'는 무서운 말을 수차례 들어야 했다"며 "나이 어린 것이 죄일까, 국회의원은 기초의원을 함부로 대해도 되는 걸까, 제 역할과 존재 이유를 고민하면서 밤새 단 한숨도 잠을 이룰 수 없었다"고 적었다. 정인갑 구의원은 전날 인천시 서구 청라소각장 인근에서 열린 집회에 참석해 발언을 마치고 난 뒤 이학재 의원이 폭언을 했다고 주장했다. 이에 대해 이학재 의원은 집회가 끝난 뒤 정 구의원과 대화를 하긴 했지만 폭언이 아니라 정치 선배로서 조언과 훈계를 했을뿐이라고 반박했다. 정인갑 구의원의 아버지가 자신과 친분 관계가 두터웠고 정 구의원 역시 친분이 있으며 폭언에 대해서는 "욕하거나 그런 건 아니고 정확한 워딩은 기억이 안나지만, 왜 싸가지 없이 얘기를 하느냐 정도로 얘기했던 것 같다"고 해명했다.

### 보좌관 음주운전 논란
2020년 2월, 이학재 의원의 보좌관이 음주운전을 하다가 적발되었다. 혈중알코올농도는 면허취소 수준으로 16km가량을 술에 취한 상태로 운전하다 불구속 송치되어 파문이 일었다.
그런데, 해당 보좌관이 계속 차량 수행을 한 것으로 밝혀져 다시 문제가 붉어졌다. 이학재 의원실 관계자는 “차량 수행을 위한 직원을 채용해서 교육하는 과정에서 어쩔 수 없이 운전대를 잡게 된 것으로 안다”며 “법적으로 문제가 없지만 도의적으로 운전대를 잡지 않기로 했다”고 답했다.

### 청라동 선거구 획정 논란
2020년, 보수정당 후보인 본인에게 유리하도록 젊은 인구가 많은 청라동을 쪼개기 위해 선거구 획정 과정에서 현역 의원으로서 영향력을 행사했다는 의혹을 받았다.

### 21대 국회의원 총선 선거법 위반 논란
2020년, 대한민국 제21대 국회의원 선거 운동 과정에서, 이학재 의원은 롯데마트 상가의 점포를 단기 사용하는 임차 계약을 체결한 것을 빌미로 롯데마트 상가 관리단과의 협의·합의 없이 홍보용 거대 현수막 여러 장을 롯데마트 외벽에 게시하였다. 3월 24일, 더불어민주당 공정선거감시단은 선거사무실은 고정된 사무실에 두어야 하며, 식품위생법에 의한 식품접객영업소 또는 공중위생관리법에 의한 공중위생영업소안에 둘 수 없도록 규정한 공직선거법을 위반했다고 이학재 의원을 경찰 및 선거관리위원회에 고발했다.
이후 선거관리위원회에서는 선거법을 위반하지 않았다고 답변했다.

## 전과
- 공직선거및선거부정방지법위반: 징역 10월 집행유예 2년 - 1995년 10월 27일 선고, 1998년 8월 15일 특별복권[14]. 해당 선고로 당선무효되었다.

## 저서
- 2005년 청년지도자의 실험과 꿈 '우리는 일하고 싶다'(공저)

### 연구논문
- 1993년 환경투자재원 조달에 관한 연구
- 2001년 폐기물처리시설 주변지역 지원정책이 인근지역사회에 미치는 영향

## 역대 선거 결과
|  | 47.63% |

|  | 43.90% |

|  | 63.06% |

|  | 53.80% |

|  | 52.65% |

|  | 44.45% |

|  | 42.50% |

## 소속 정당
| 소속 정당 | 소속 정당  | 소속 기간 | 비고      |
| --------- | ---------- | --------- | --------- |
|           | 무소속     | 1995~1999 | 정계 입문 |
|           | 한나라당   | 1999~2012 | 입당      |
|           | 새누리당   | 2012~2016 | 당명 변경 |
|           | 무소속     | 2016~2017 | 탈당      |
|           | 바른정당   | 2017~2018 | 창당      |
|           | 바른미래당 | 2018      | 합당      |
|           | 무소속     | 2018      | 탈당      |
|           | 자유한국당 | 2018~2020 | 복당      |
|           | 미래통합당 | 2020      | 합당      |
|           | 국민의힘   | 2020~2023 | 당명 변경 |
|           | 무소속     | 2023~현재 | 탈당      |

## 같이 보기
- 서구·강화군 갑
- 서구 갑 (인천)
- 인천 서구의 국회의원
- 강화군의 국회의원
- 인천 서구청장